# Nick Price

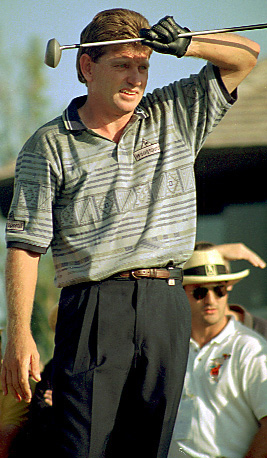
Nick Price in 1994

Nicholas (Nick) Raymond Leige Price (Durban, 28 januari 1957) is een golfprofessional uit Zimbabwe. Hij is in 2003 opgenomen in de World Golf Hall of Fame. 
Nick Price heeft Engelse ouders, is geboren in Zuid-Afrika, maar groeit op in Zimbabwe (toen Rhodesië, Centraal-Afrikaanse Federatie), waar hij in militaire dienst te maken krijgt met de zwarte onafhankelijkheidsbewegingen.
Zijn oudere broer Tim geeft hem een linkshandige golfclub, waarmee hij de eerste beginselen van golf leert.

## Amateur
Price heeft geen lange amateurscarrière gehad. In 1974 gaat hij naar de Verenigde Staten en wint het WK Junioren in San Diego. In 1976 speelt hij namens Zimbabwe in de  Eisenhower Trophy. 

## Professional
Als Price in 1977 professional wordt, gaat hij spelen op de Zuid-Afrikaanse Tour. Hij wint in 1979 de Asseng TV Challenge Series. Na enkele jaren op de Europese Tour te hebben gespeeld, waar hij in 1980 het Zwitsers Open wint, maakt hij in 1983 de stap naar de Amerikaanse Tour, en wint nog datzelfde jaar de World Series of Golf. 

Bij David Leadbetter wordt zijn swing veranderd, en in het begin van de 90'er jaren vindt hij zijn goede vorm terug. In 1994 wint hij twee Majors achter elkaar: het Britse Open als het Amerikaanse PGA Kampioenschap. Dit is in 50 jaar alleen Ben Hogan, Jack Nicklaus, Arnold Palmer, Lee Trevino, Tom Watson en Tiger Woods, gelukt. Hij en staat 43 weken aan de top van de wereldranglijst. 

### Gewonnen

#### PGA Tour
Op de Amerikaanse Tour behaalt Price 18 overwinningen:
- 1983: World Series of Golf
- 1991: GTE Byron Nelson Golf Classic, Canadian Open
- 1992: PGA Championship, H.E.B. Texas Open
- 1993: The Players Championship, Canon Greater Hartford Open, Sprint Western Open, FedEx St. Jude Classic
- 1994: Honda Classic, Southwestern Bell Colonial, Motorola Western Open, Brits Open, PGA Championship, Bell Canadian Open
- 1997: MCI Classic
- 1998: FedEx St. Jude Classic
- 2002: MasterCard Colonial

In 1993 en 1997 krijgt Price de Vardon Trophy omdat hij de laagste gemiddelde score heeft behaald in dat seizoen na een minimum van 60 rondes.
Het winnen van het Brits Open geldt als het hoogtepunt van zijn carrière. Hij maakte een birdie op de moeilijke 16de hole en een eagle op de 17de, terwijl Jesper Parnevik twee birdies maakte, waarna een par voldoende was om Parnevik voor te blijven, want die maakte geen birdie op de 18de green.

#### Europese Tour
Op de Europese Tour behaalt Price 5 overwinningen:
- 1980: Zwitsers Open
- 1985: Trophée Lancôme
- 1994: Brits Open
- 1997: Dimension Data Pro-Am, Alfred Dunhill South African PGA Championship

#### Elders
- 1979: Asseng TV Challenge Series (Zuid-Afrika)
- 1981: San Remo Masters (Italië), SAB South African Masters
- 1982: Sigma Vaals Reef Open (Zuid-Afrika)
- 1985: ICL International (Zuid-Afrika)
- 1989: West End South Australian Open
- 1992: Air New Zealand/Shell Open, PGA Grand Slam of Golf
- 1993: ICL International (Zuid-Afrika), Million Dollar Challenge (South Africa)
- 1994: ICL International (Zuid-Afrika)
- 1995: Alfred Dunhill Challenge (Zuid-Afrika), Hassan II Golf Trophy (Marocco), Zimbabwe Open
- 1997: Million Dollar Challenge (Zuid-Afrika), Zimbabwe Open
- 1998: Nedbank Million Dollar Challenge (Zuid-Afrika), Zimbabwe Open, Dimension Data Pro-Am (Zuid-Afrika)
- 1999: Suntory Open (Japan Golf Tour)
- 2006: CVS/pharmacy Charity Classic (with Tim Clark; unofficial event)

#### Teams
- Alfred Dunhill Cup (namens Zimbabwe): 1993, 1994, 1995, 1996, 1997, 1998, 1999, 2000
- World Cup: 1978 (namens Zuid-Afrika), 1993 (namens)
- Presidents Cup (International Team): 1994, 19946, 1998 (winnaars), 2000, 2003 (tie)

#### Anders
- 1993 en 1994: Nummer 1 in de Amerikaanse PGA Tour en PGA Tour Speler van het Jaar
- 1997: winnaar Vardon Trophy
- 2002: winnaar Payne Stewart Award
- 2002: winnaar Jim Murray Award (goede samenwerking met de media )
- 2003: World Golf Hall of Fame
- 2005: winnaar Bob Jones Award (voor sportiviteit)
- 2011: winnaar Old Tom Morris Award